# La muerte visita al dentista
La muerte visita al dentista (título original en inglés: One, Two, Buckle My Shoe) es una novela de ficción detectivesca de la escritora británica Agatha Christie publicada por primera vez en Reino Unido en noviembre de 1940.

## Argumento
Poco después de la visita de Hércules Poirot al dentista, el profesional es encontrado muerto. Todo indica que se trata de un suicidio.
El investigador jefe de Scotland Yard Japp, invita a su amigo Poirot a que participe en esta investigación, que es concluida rápidamente con la muerte de otro paciente que estuvo en el consultorio el mismo día. La opinión del tribunal es que el dentista se suicidó después de haber matado al paciente, al haberle inyectado, por equivocación, una dosis excesiva de anestésico.
Sin embargo, Poirot no queda satisfecho. Hay otros hechos inexplicables mezclados en esta historia que él necesita entender. Otros pacientes del doctor que estuvieron en el consultorio ese mismo día, podrían estar envueltos: un gran financiero, la señora que usaba un extraño par de zapatos y que más tarde desapareció, un joven revolucionario con cara de asesino (enamorado de la sobrina del financiero), el novio de la secretaria del dentista.